# Харченко Регіна Владиславівна
Харченко Регіна Владиславівна (нар. 21 вересня 1990), в селі Октябрське, Первомайського району, Кримської області УРСР (нині Кучук-Бораш, Курманського району, АР Крим) — виконуюча обов'язки міського голови Запоріжжя та секретар Запорізької міської ради з 24 квітня 2024. В минулому — податкова юристка, адвокат.

## Життєпис
Відомість Харченко отримала завдяки обранню на посаду секретаря Запорізької міської ради. Сесія та обрання відбувались зі значними порушеннями законодавства, на які першим звернув увагу Запорізький центр розслідувань. Тоді ж, 24 квітня, минулий секретар Анатолій Куртєв подав позов до адміністративного суду проти Запорізької міської ради щодо заборони вчинення певних дій. Але позов було повернуто позивачу.
Внаслідок обрання Харченко на посаду, її було виключено з депутатської фракції "СЛУГА НАРОДУ" в Запорізькій міській раді. а депутати що входять у группу впливу "Метінвест" отримали попередження від обласної партійної організації.
2013–2015 — головна спеціалістка-юрисконсультка Управління Пенсійного Фонду України в Жовтневому районі міста Запоріжжя.
2015–2016 — головний державний інспектор юридичного відділу Спеціалізованої державної податкової інспекції з обслуговування великих платників у м. Запоріжжі Міжрегіонального головного управління Державної фіскальної служби.
2016–2017 працювала юрисконсультом «Запоріжжяобленерго», юрисконсультом в приватному підприємстві «Юридичний центр „Феміда“».
2017 — помічниця адвоката.
2018 — отримала свідоцтво про здійснення адвокатської діяльності.
2018–2020 — провідний юрисконсульт в КП «Обласний центр медико-санітарної експертизи» Запорізької обласної ради, під керівництвом.
2020–22 квітня 2024 — юрист у ТОВ «Марко Продукт».
2020 – дотепер — депутатка Запорізької міської ради. Входить до складу постійної комісії з питань комунальної власності, ресурсів, приватизації, архітектури та земельних відносин.
2021 – дотепер — партнерка адвокатського бюро «Юрконсалт» з практики податкового супроводу.
2016–2021 — помічниця-консультантка депутата Запорізької обласної ради.
З початку каденції до 22 квітня 2024 року — голова фракції політичної партії «Слуга народу» у Запорізькій міській раді. Харченко вважає, що її відкликали з посади голови фракції, тому що вона «не була зручною».
24 квітня 2024 — в. о. міського голови Запоріжжя та секретар Запорізької міської ради. Шляхом таємного голосування, 37 з 38 присутніх депутатів ЗМР проголосували за призначення. Харченко визнає, що цю посаду пропонував голова ЗОВА Іван Федоров.